# Black Metal ist Krieg
Black Metal ist Krieg – A Dedication Monument ist das zweite Album des Soloprojektes Nargaroth und wurde 2001 von No Colours Records veröffentlicht. Laut Kanwulf stellt das Album eine Widmung an den Black Metal sowie einen Versuch der Darstellung seiner Sicht auf denselben und die Bedeutung für ihn dar. Mit Ausnahme der Schlagzeugparts, die von Butcher von Maniac Butcher und Occulta Mors von Moonblood eingespielt wurden, übernahm Kanwulf sämtliche Instrumente.

## Titelliste
1. Introduction (Kanwulf) – 2:14
2. Black Metal ist Krieg (Kanwulf) – 5:03
3. Far Beyond the Stars (Angramainyo) – 4:50
4. Seven Tears Are Flowing to the River (Kanwulf) – 14:50
5. I Burn for You (Lord-Foul-Cover mit einem Intro aus Quentin Tarantinos Film Reservoir Dogs – Wilde Hunde) – 2:58
6. The Day Burzum Killed Mayhem (Kanwulf) – 9:24
7. Píseň pro Satana (Big Boss) – 2:42
8. Amarok – Zorn des Lammes III (Kanwulf) – 9:33
9. Erik, May You Rape the Angels (Kanwulf) – 7:01
10. The Gates of Eternity (Gaamalzagoth) – 5:06
11. Possessed by Black Fucking Metal (Kanwulf) – 6:34

## Texte
Seven Tears Are Flowing to the River ist ein Liebesgedicht von Kanwulf an seine damalige Ehefrau Nöktrymm.
Far Beyond the Stars ist ein Cover der schwedischen Band Azhubham Haani, die Kanwulf in Interviews oftmals erwähnte und im Interview mit dem Magacinum ab ovo als einen der „tiefgründigsten und stärksten Vorreiter dieser Szene“ bezeichnete.
Píseň pro Satana ist ein Cover der tschechischen Band Root, der Kanwulfs Kommentar im Beiheft zufolge trotz der ihm „erst nach der Aufnahme zugetragenen, indiskutablen sexuellen Affinität des Frontmannes“ Big Boss, diese Würdigung gebühre. Das Lied habe seines Erachtens „ein ungemeines Potential“ und habe Varg Vikernes als „musikalische Inspiration zu seinem Song ‚WAR‘“ gedient, was dieser in einem seiner ersten Interviews bestätigt habe. Big Boss bezeichnete die Behauptung, er sei homosexuell, jedoch als Problem derjenigen, die sie aufgestellt hätten und deren Wunschdenken sie vielleicht entspringen könne.
Den Titel Amarok – Zorn des Lammes III widmete Kanwulf allen in den beiden Weltkriegen gefallenen Soldaten und deren Nachkommen.
Zwei Titel behandeln Geschehnissen der norwegischen Szene. The Day Burzum Killed Mayhem handelt von dem Tag, an dem Varg Vikernes seinen ehemaligen Freund Øystein Aarseth ermordete. Kanwulf legt diesen Tag im Text als das Ende des wahren Black Metals aus:

“Since that mighty day Black metal split his way,

And the unity was never the same again.

Lies, rumors and hate. Moneymaking, sadness and shame

And all this by the Day as Burzum Killed Mayhem.”

Im Beiheft schreibt Kanwulf, das Ereignis sei 1993 für ihn eine Tragödie gewesen, wie sie „nur von einem, diesen ebenfalls durchlebten, Szeneangehörigen in seiner Tragweite erfasst werden“ könne, obwohl er selbst erst 1996 mit der Black-Metal-Szene in Berührung kam.
Das Lied Erik, May You Rape the Angels wurde für den toten Musiker Erik „Grim“ Brødreskift verfasst, der am 14. Oktober 1999 an einer Überdosis Drogen starb. Im Beiheft schreibt Kanwulf, dass Brødreskift für ihn „einer der sympatischten Existenzen in der Geschichte des Black Metals der zweiten Generation darstellte und die Kenntnis seines Ablebens ein Trauergefühl ähnlichen Ausmaßes kreierte wie jenes welches nach dem selbst herbeigerufenen Ablebens meines einzigsten [sic!] Freundes meiner beschlich“. Musikalisch orientiert sich Erik, May You Rape the Angels an Immortal, einer der Bands, in denen Brødreskift gespielt hatte; Kanwulf schreibt dazu, er habe versucht, „bezüglich der musikalischen Stilistik des Songs nahe an einer [sic!] Stil der Bands zu kommen, in denen er tätig gewesen war“. Da Gorgoroth für ihn „stilistisch keine Herausforderung“ dargestellt habe, habe er sich trotz seiner „Abneigung gegenüber der musikalischen Eigenart IMMORTALS“ an deren Stil orientiert. Als Outro verwendete Kanwulf ein Sample von Brødreskift, das bei einem Immortal-Konzert 1994 aufgenommen wurde.
The Gates of Eternity ist ein Cover der sächsischen Band Moonblood, deren Schlagzeuger Occulta Mors auf dem Album aushalf. Es zeugt Kanwulfs Kommentar im Beiheft zufolge von seinem „Respekt gegenüber der einzigen Black Metal Band [sic.] Deutschlands die neben ABSURD es auch wert ist, erwähnt zu werden“.

„Und gerade weil es in Deutschland kaum etwas gibt, an dem man sich im Black Metal Bereich ergötzen könnte, besinnt man sich nun auf die lange Vernachlässigten und von vielen Unbeachteten, so daß es zur Zeit eine Art Mode ist MOONBLOOD zu hören. So häuft sich weiter die Zahl angeblicher Vertrauter oder langjähriger Freunde und irgendwelche ehemaligen Gothikschlampen, die es nicht einmal wert sind vergewaltigt zu werden bevor man sie kalt macht, tragen MOONBLOOD T-Shirts und auf die Frage ob man sie wüßten, wessen Shirt sie aufgrund des Tragens durch ihre ekelerregende Existenzen beschmutzen, Antworten wie: ‚Die sind doch gut, oder?‘ geben. Arrrrrgggghhh...!!! Und so wird ein weiteres wertvolles Kleinod durch inflationären Mißbrauch zerstört. Scheiße!“

Marcel „Darkmoon“ Spaller von Sombre Records gegenüber bezeichnete Kanwulf Moonblood jedoch als „Scheiße“.

„Root, Azubham Hani [sic!], Lord Foul und Moonblood kennt Kanwulf alle nur von mir, auch die Texte hat Kanwulf von mir und hat die Songs ein paar Wochen später für „Black Metal ist Krieg“ gecovert. Als er damals auf einer Geburtstagsfeier von Akhenaten war, hat er mir gegenüber noch gesagt, Moonblood sei Müll, als ich Akhenaten eine Moonblood-LP schenkte.“

## Gestaltung
Das Cover selbst zeigt Kanwulf in schwarz-weiß mit Schwert und Dolch bewaffnet die Arme überkreuzend und ist an ein Promo-Foto von Varg Vikernes aus dem Jahre 1993 angelehnt.
Im Beiheft finden sich die Texte der Lieder nicht abgedruckt, dafür längere Erläuterungen Kanwulfs zu jedem. Kanwulf selbst gab im Beiheft dazu an, er habe sich „im Zuge der Veröffentlichung […] [entschlossen] eine gebundene Begleitschrift zu verfassen, die […] für ein Verständnis unerlässlich erscheint und in Kürze dem Album folgen“ sollte. Dieses Vorhaben bezeichnete er weiter als eine Transliteration seiner Gedanken, für die wegen Platzmangels kein Platz mehr vorhanden gewesen sei. Diese Begleitschrift erschien jedoch nie, Kanwulf selbst gibt an, er sei „schlichtweg zu faul […] sie zu schreiben“ gewesen.

## Kritik
Black Metal ist Krieg – A Dedication Monument ist neben Herbstleyd das bekannteste Werk Nargaroths. Der Satz „Black Metal ist Krieg“ erlangte Kultstatus in Teilen der Metal-Szene und wurde zu einem geflügelten Wort innerhalb der Metal-Szene Dementsprechend führte die Phrase auch zu zahlreichen szeneinternen und -externen Parodien. Kanwulf selbst schreibt auf seiner offiziellen Homepage, der Albentitel sei oft falsch verstanden worden:

„Der Albumtitel, der in unterschiedlichsten, auch karikierten, Versionen und Abwandlungen weltweit Einzug fand und mich damit quasi unsterblich gemacht hat, wurde jedoch von kaum jemand richtig verstanden! Viele deuteten diesen Ausspruch naiv, im Sinne eines konventionellen Krieges oder konventioneller Gewalt. Das meinte es aber nicht. Ich meinte den täglichen Krieg im Kopf. Die täglichen Widersprüche, ausgelöst durch die inneren Ideale des Black Metals und den alltäglichen Anforderungen in der realen Welt.“

Dazu gab er weiter noch an, dass jeder wahre Nargaroth-Fan die Aussage verstanden haben müsste, da im Outro seines Debüt-Albums Herbstleyd „bereits den Grundstein für den Namen und die Bedeutung dieses Albums gelegt“ worden sei. Die Parole wird jedoch auch absichtlich in einem anderen Sinne als dem Kanwulfs verwendet. Sie findet ihre Entsprechung, auch ohne die Nennung von Nargaroth, auf zahlreichen Patches, T-Shirts und anderen Accessoires.
Kritisiert wurde, dass „verdammt wenig eigene Ideen mit dem professionellen Nachspielen von traditionellen Hörmustern […] aufgepeppt wurden“ und die Titel „teilweise an Pathos und Lächerlichkeit nicht mehr zu überbieten“ seien. Der Titel Erik, May You Rape the Angels übernimmt Riffs der Band Immortal, in der Erik Brødreskift gespielt hatte, andere Titel klingen nach den Darkthrone-Alben Under a Funeral Moon und Transilvanian Hunger. Das Titelstück Black Metal ist Krieg übernimmt eine Passage von Strids End of Life, ohne dass Wagner dies erwähnte, was als unverschämt kritisiert wurde. Außerdem werfen Kritiker Kanwulf vor, die Bands, die er auf diesem Album coverte, hätten ihm „allein zur Befriedigung seiner ganz persönlichen Geltungssucht“ gedient.